# 笠懸町
笠懸町（かさかけまち）は、群馬県の東部、新田郡に属していた町。

## 概要
隣接する桐生市のベッドタウンとして発展し、人口増加率では群馬県でもトップクラスであった。また新田郡最後の「町」でもあった。
町名は、源頼朝がこの地域（笠懸野）で笠懸を行ったことに由来し、例年、「ひまわりの花畑まつり」にて「笠懸の武技」が披露されている。

## 地理

### 大字
- 鹿（しか）
- 阿左美（あざみ）
- 久宮（くぐう）
- 西鹿田（さいしかだ）

### 隣接自治体
- 桐生市
- 太田市
- 伊勢崎市
- 山田郡大間々町

## 歴史
- 1889年（明治22年）4月1日 - 町村制施行により、新田郡阿左美村、鹿村（明治9年6月鹿田村と鹿の川村が合併）、久宮村（明治10年8月20日久々宇村と桃頭村が合併）、西鹿田村が合併して笠懸村が誕生。村役場は大字鹿村。
- 1990年（平成2年）4月1日 - 笠懸村が町制施行し笠懸町となる。
- 2006年（平成18年）3月27日 - 勢多郡東村、山田郡大間々町と合併しみどり市となる。笠懸町は廃止。町内の4大字は頭に「笠懸町」を冠してみどり市に継承。

## 交通

### 鉄道
- JR東日本
  - ■両毛線：岩宿駅
- 東武鉄道
  - ■桐生線：阿左美駅

### 道路

#### 国道
- 国道50号

#### 県道
- 群馬県道68号桐生伊勢崎線
- 群馬県道69号大間々尾島線
- 群馬県道78号太田大間々線

## 行政
歴代村長
| 代 | 氏名       | 就任             | 退任             | 備考                                                                                    |
| -- | ---------- | ---------------- | ---------------- | --------------------------------------------------------------------------------------- |
| 1  | 藤生高十郎 | 明治22年4月1日   | 明治26年6月      |                                                                                         |
| 2  | 藤生啓七郎 | 明治26年6月      | 明治27年8月      | 勲八等瑞宝章                                                                            |
| 3  | 田村吾平   | 明治27年8月      | 明治29年3月      |                                                                                         |
| 4  | 高野由太郎 | 明治29年3月      | 明治31年9月15日  |                                                                                         |
| 5  | 中村五十外 | 明治31年12月12日 | 明治33年11月     | 官選                                                                                    |
| 6  | 奈佐省三   | 明治33年11月     | 明治35年11月     | 官選                                                                                    |
| 7  | 菱山徳二郎 | 明治35年11月25日 | 明治39年11月24日 | 官選                                                                                    |
| 8  | 菱山徳二郎 | 明治39年11月25日 | 明治42年1月30日  | 官選                                                                                    |
| 9  | 高橋惣次郎 | 明治42年3月7日   | 大正2年4月6日    | 勲七等青色桐葉章（日露戦争の戦功）                                                      |
| 10 | 木村吉三郎 | 大正2年4月7日    | 大正6年4月6日    | 勲八等白色桐葉章（日露戦争従軍の功）                                                    |
| 11 | 赤石益太郎 | 大正6年4月23日   | 大正10年4月22日  |                                                                                         |
| 12 | 籾山邦衛   | 大正10年4月23日  | 大正14年4月22日  | 15代                                                                                    |
| 13 | 深沢範策   | 大正14年5月      | 昭和4年4月30日   | 医者、群馬県医学校卒                                                                    |
| 14 | 松井富民児 | 昭和4年5月       | 昭和6年10月3日   |                                                                                         |
| 15 | 籾山邦衛   | 昭和8年5月22日   | 昭和9年11月9日   |                                                                                         |
| 16 | 関口伴作   | 昭和11年3月24日  | 昭和11年9月8日   | 金鵄勲章（日露戦争）                                                                    |
| 17 | 高橋盛一   | 昭和11年3月24日  | 昭和15年9月14日  | 18代、25代。惣次郎の長男。東京帝国大学農学部卒、勲六等単光旭日章                        |
| 18 | 高橋盛一   | 昭和15年9月15日  | 昭和19年9月14日  |                                                                                         |
| 19 | 木村寅太郎 | 昭和19年9月24日  | 昭和21年2月27日  | 26代、27代。吉三郎の長男。東京帝国大学農学部卒。県会議員、衆議院議員。 勲四等旭日小綬章 |
| 20 | 籾山琴次郎 | 昭和21年3月30日  | 昭和22年4月4日   | 21代、23代、24代。旧制米沢高等工業卒。                                                  |
| 21 | 籾山琴次郎 | 昭和22年4月5日   | 昭和26年4月4日   |                                                                                         |
| 22 | 赤石晋一郎 | 昭和26年4月24日  | 昭和30年4月30日  |                                                                                         |
| 23 | 籾山琴次郎 | 昭和30年5月1日   | 昭和34年4月30日  |                                                                                         |
| 24 | 籾山琴次郎 | 昭和34年5月1日   | 昭和35年5月29日  | 現職中に病死。                                                                          |
| 25 | 高橋盛一   | 昭和35年7月7日   | 昭和39年7月6日   |                                                                                         |
| 26 | 木村寅太郎 | 昭和39年7月7日   | 昭和43年7月6日   |                                                                                         |
| 27 | 木村寅太郎 | 昭和43年7月7日   | 昭和47年4月13日  |                                                                                         |
| 28 | 下山芳五郎 | 昭和47年5月21日  | 昭和51年5月29日  | 佐波農業学校卒。                                                                        |
| 29 | 田村育一   | 昭和51年5月21日  | 昭和55年5月20日  |                                                                                         |
| 30 | 籾山博     | 昭和55年5月21日  |                  |                                                                                         |

## 出身有名人
- 三遊亭圓太 - 落語家
- 小倉唯 - 声優

## 地域

### 教育
- 小学校
  - 町立笠懸小学校 - 明治6年阿左美小学校として開校。
  - 町立笠懸東小学校 - 昭和51年4月1日笠懸村立笠懸東小学校として開校。
  - 町立笠懸北小学校 - 昭和53年4月1日笠懸村立笠懸北小学校として開校。
- 中学校
  - 町立笠懸中学校 - 昭和22年笠懸村立笠懸中学校として開校。
  - 町立笠懸南中学校 - 昭和57年4月1日笠懸村立笠懸南中学校として開校。
- 大学・短期大学
  - 桐生大学
  - 桐生大学短期大学部
- 特別支援学校
  - 群馬県立渡良瀬特別支援学校

### 名所・旧跡
- 岩宿遺跡
- 西鹿田中島遺跡
- 南光寺
- 国瑞寺（岡上景能の墓）
- 阿左美沼
- 鹿田山フットパス

### その他
- 桐生競艇場
- 桐生大学グリーンアリーナ